# Gurvantes
Gurvantes (mongoliska: Гурвантэс Сум, Гурвантэс, Gurvantes Sum) är ett distrikt i Mongoliet.   Det ligger i provinsen Ömnögobi, i den södra delen av landet, 700 km sydväst om huvudstaden Ulaanbaatar.